# Ernest Torrence

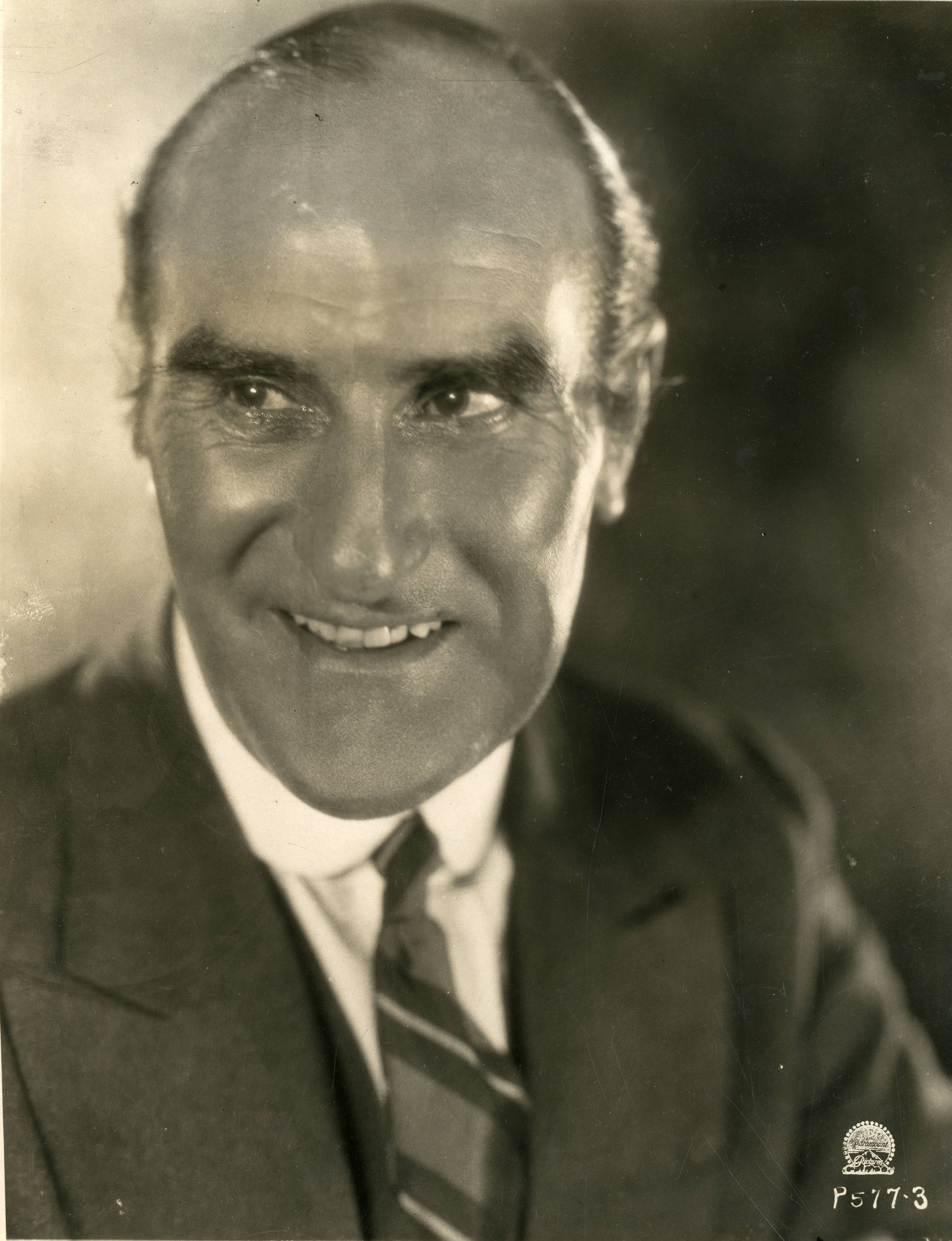
Ernest Torrence (1924)

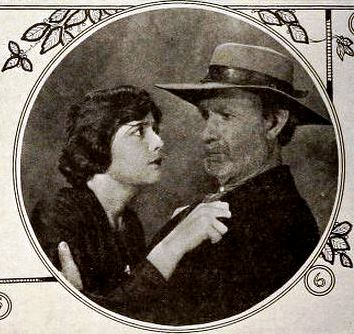
Ernest Torrence neben Lois Wilson in Die Karawane (1923)

Ernest Thayson Torrence-Thompson (* 26. Juni 1878 in Edinburgh, Schottland; † 13. Mai 1933 in New York City) war ein britischer Schauspieler, der vorwiegend in Schurkenrollen bekannt wurde.

## Leben
Ernest Torrence wurde in Schottland geboren. Er war bereits als Kind Pianist und Bariton. Er besuchte das Konservatorium in Stuttgart und die Edinburgh Academy und erhielt danach ein Stipendium der Londoner Royal Academy of Music. Er tourte mit der D’Oyly Carte Opera Company und spielte unter anderem in The Emerald Isle (1901) und The Talk of the Town (1905). Stimmprobleme zwangen ihn später zur Aufgabe seines Berufs. Zusammen mit seinem älteren Bruder, dem Schauspieler David Torrence, ging er noch vor dem Ersten Weltkrieg von Schottland in die USA, wo sie sich auf eine reine Schauspielkarriere konzentrierten. Sie traten an New Yorker Broadway-Bühnen auf. 1912 erhielt Torrence Lob für seine Rolle in Modest Suzanne und sein Auftritt in der Theaterproduktion The Night Boat (1920) brachte ihn ins Blickfeld von Hollywoods Filmemachern.
1921 spielte der großgewachsene, schwergewichtige Torrence in Henry Kings Tol'able David als Schurke Luke Hatburn den Gegenspieler von Richard Barthelmess. Er war in dieser Rolle so überzeugend, dass er fortan meist raue, oft wenig sympathische Nebenfiguren verkörpern sollte. 1923 trat Ernest Torrence als alter Mann in The Covered Wagon von James Cruze sowie als König der Bettler in The Hunchback of Notre Dame auf. In der Verfilmung von Peter Pan aus dem Jahre 1924 übernahm er die Rolle des Captain Hook. Weitere wichtige Rollen waren die des Apostels Peter in The King of Kings (1927) und des Dampfschiffkapitäns und Vaters in Buster Keatons Klassiker Steamboat Bill, jr. (1928). 
Torrence hatte keine Probleme mit der Einführung des Tonfilms. Er spielte neben Gary Cooper und Lili Damita in Fighting Caravans (1931) und mimte Professor Moriarty in der Sherlock-Holmes-Verfilmung aus dem Jahr 1932. Seine letzte Rolle war ein Schmuggler in I Cover the Waterfront (1933) neben Claudette Colbert. Kurz nach Beendigung der Dreharbeiten zu diesem Film erlitt Ernest Torrence auf einer Schiffsüberfahrt nach Europa eine akute Gallenkolik und wurde zurück nach New York ins Krankenhaus befördert, wo er an Komplikationen durch den notwendigen operativen Eingriff verstarb. Ein Stern auf dem Hollywood Walk of Fame erinnert heute an ihn.

## Filmografie (Auswahl)
- 1921: Der Überfall auf die Virginiapost (Tol'able David)
- 1923: The Brass Bottle
- 1923: Die Karawane (The Covered Wagon)
- 1923: Der Glöckner von Notre Dame (The Hunchback of Notre Dame)
- 1924: Peter Pan
- 1924: Heritage of the Desert
- 1924: The Side Show of Life
- 1925: Der Wanderer (The Wanderer)
- 1925: The Dressmaker from Paris
- 1926: Die schönste Frau der Staaten (The American Venus)
- 1927: König der Könige (The King Of Kings)
- 1927: Twelve Miles Out
- 1928: Steamboat Bill, jr.
- 1928: Pflicht und Liebe (Across to Singapore)
- 1929: Untamed
- 1929: The Bridge of San Luis Rey
- 1931: Das Mädel aus Havanna (The Cuban Love Song)
- 1931: Vollblut (Sporting Blood)
- 1932: Sherlock Holmes
- 1933: I Cover the Waterfront